# Петрова, Галина Петровна
Гали́на Петро́вна Петро́ва (21 июля (3 августа) 1913 — 18 марта 2015) — артистка балета и педагог, солистка Большого театра в 1933—1953 годах, заслуженная артистка РСФСР (1951).

## Биография
Родилась в Керчи в 1913 году. По окончании Московского хореографического училища (педагог Александр Чекрыгин) с 1933 года работала в Большом театре. Во время Великой Отечественной войны, находясь в эвакуации с Большим театром в Куйбышеве, танцевала партии Одетты и Одиллии на сцене местного драматического театра.
В 1938—1941 и 1943—1948 годах преподавала в Московском хореографическом училище, с 1953 года работала педагогом-репетитором в Большом театре. Среди её учениц были такие балерины, как Раиса Стручкова, Екатерина Максимова, Софья Головкина, Марина Кондратьева. В 1951 году ей было присвоено звание заслуженной артистки РСФСР.
Скончалась в Москве 18 марта 2015 года на 102-м году жизни.

## Партии
- «Раймонда» — Раймонда
- «Спящая красавица» — фея Сирени, принцесса Флорина
- «Конёк-Горбунок» — Царь-девица
- «Барышня-крестьянка» — Лиза
- «Тарас Бульба» — Оксана
- «Золушка» — Фея-нищенка
- «Пламя Парижа» — Диана Мирейль
- «Лебединое озеро» — Одетта и Одиллия
- «Дон Кихот»
- «Жизель»